# ماتياس كونتزيل
ماتياس كونتزيل (بالألمانية: Matthias Küntzel)‏ (من مواليد 1955)، هو مؤلف ألماني وعالم سياسي. وهو باحث مشارك في الجامعة العبرية في القدس، وعضو في المجلس الألماني للعلاقات الخارجية DGAP، وأيضًا عضو في الرابطة التاريخية الألمانية (VHD) ورابطة دراسات الشرق الأوسط وأفريقيا ASMEA .